# Barrage de Bakhma
Le barrage de Bakhma est un barrage d'Irak. Sa construction a été interrompue. La reprise des travaux n'est pas envisagée pour l'instant. L'impact de ce barrage est contesté.

## Sources
- (en) www.ce.utexas.edu/prof/mckinney/ce397/Topics/Tigris/Tigris(2003).htm